# Мостки (Любуське воєводство)
Мо́стки (пол. Mostki) — село в Польщі, у гміні Любжа Свебодзінського повіту Любуського воєводства.
Населення — 543 особи (2011).
У 1975—1998 роках село належало до Зеленогурського воєводства.

## Демографія
Демографічна структура станом на 31 березня 2011 року:
|          | Загалом | Допрацездатний вік | Працездатний вік | Постпрацездатний вік |
| -------- | ------- | ------------------ | ---------------- | -------------------- |
| Чоловіки | 267     | 55                 | 194              | 18                   |
| Жінки    | 276     | 52                 | 174              | 50                   |
| Разом    | 543     | 107                | 368              | 68                   |